# Diplarrena moraea
Diplarrena moraea är en irisväxtart som beskrevs av Jacques-Julien Houtou de La Billardière. Diplarrena moraea ingår i släktet Diplarrena och familjen irisväxter. Inga underarter finns listade i Catalogue of Life.

## Bildgalleri

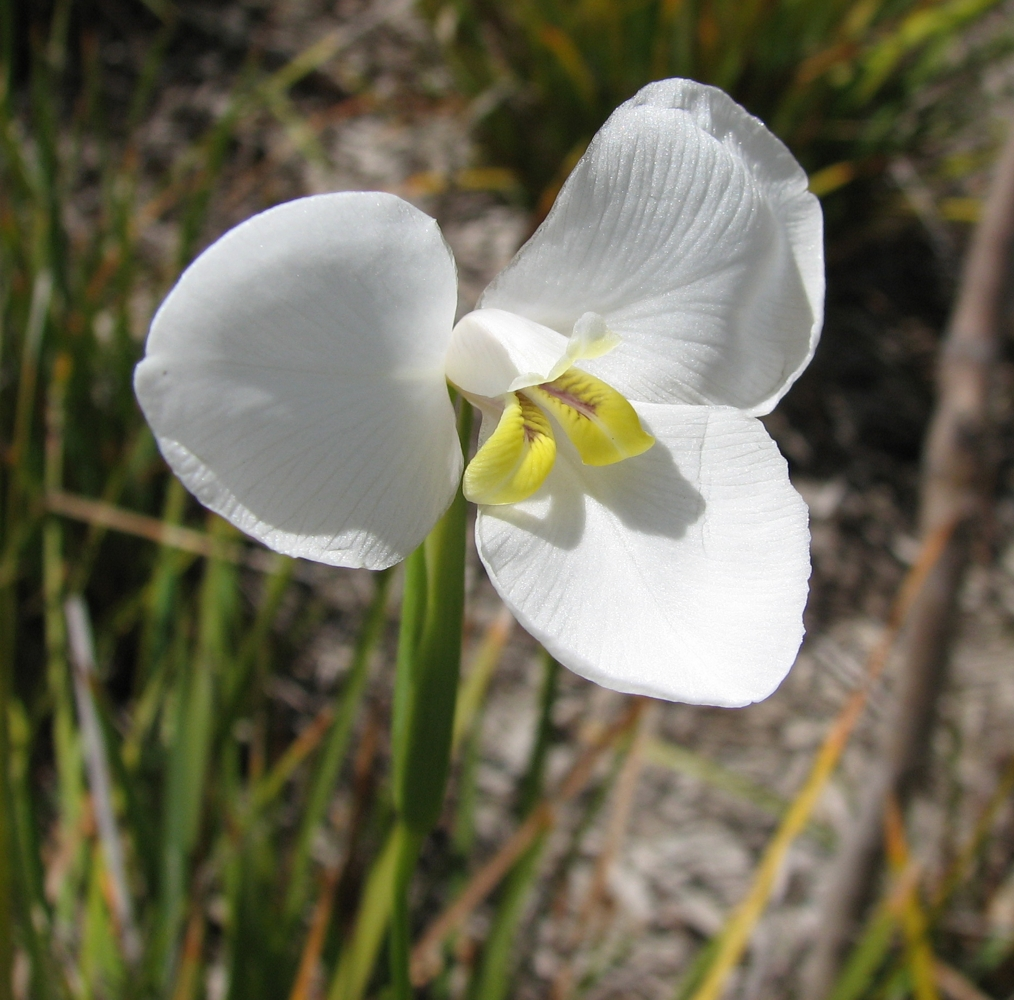